# Провост № 52 (муніципальний район)
Провост № 52 (англ. Provost No. 52) — муніципальний район в Канаді, у провінції Альберта.

## Населення
За даними перепису 2016 року, муніципальний район нараховував 2205 жителів, показавши скорочення на 3,6%, порівняно з 2011-м роком. Середня густина населення становила 0,6 осіб/км².
З офіційних мов обидвома одночасно володіли 30 жителів, тільки англійською — 2 175. Усього 115 осіб вважали рідною мовою не одну з офіційних, з них 5 — одну з корінних мов, а 5 — українську.
Працездатне населення становило 78,7% усього населення, рівень безробіття — 3,3% (3,1% серед чоловіків та 3,7% серед жінок). 60,4% були найманими працівниками, 39,3% — самозайнятими.
Середній дохід на особу становив $54 703 (медіана $41 387), при цьому для чоловіків — $69 224, а для жінок $36 922 (медіани — $51 936 та $30 752 відповідно).
40,2% мешканців мали закінчену шкільну освіту, не мали закінченої шкільної освіти — 19%, 40,8% мали післяшкільну освіту, з яких 18,6% мали диплом бакалавра, або вищий.
| Статево-вікова структура населення | Статево-вікова структура населення | Статево-вікова структура населення | Статево-вікова структура населення | Статево-вікова структура населення |
| ---------------------------------- | ---------------------------------- | ---------------------------------- | ---------------------------------- | ---------------------------------- |
|                                    |                                    |                                    |                                    |                                    |
| Всього                             | Всього                             | 53,5%46,5%                         |                                    |                                    |
| 0 — 14 років                       | 0 — 14 років                       |                                    | 18,2%                              | 18,2%                              |
| 15 — 64 років                      | 15 — 64 років                      |                                    | 68,4%                              | 68,4%                              |
| 65 і більше                        | 65 і більше                        |                                    | 13,4%                              | 13,4%                              |
| 85 і більше                        | 85 і більше                        |                                    | 0,9%                               | 0,9%                               |
| Середній вік (років)               | Середній вік (років)               | 40,139,5                           | 39,8                               | 39,8                               |
| Медіана (років)                    | Медіана (років)                    | 43,042,2                           | 42,6                               | 42,6                               |
| — чоловіки — жінки                 |                                    |                                    |                                    |                                    |

| Походження мешканців:     | Походження мешканців:     | Походження мешканців: | Походження мешканців: | Походження мешканців: |
| ------------------------- | ------------------------- | --------------------- | --------------------- | --------------------- |
| Походження                |                           |                       | осіб                  | %                     |
| Корінні американці        | Корінні американці        |                       | 185                   | 8.69%                 |
| Інше північноамериканське | Інше північноамериканське |                       | 560                   | 26.29%                |
| Європейське               | Європейське               |                       | 1 860                 | 87.32%                |
| британське                | британське                |                       | 1 210                 | 56.81%                |
| французьке                | французьке                |                       | 195                   | 9.15%                 |
| українське                | українське                |                       | 175                   | 8.22%                 |
| Карибське                 | Карибське                 |                       | 10                    | 0.47%                 |

| Зайнятість населення за галузями (за класифікацією NOC): | Зайнятість населення за галузями (за класифікацією NOC): | Зайнятість населення за галузями (за класифікацією NOC): | Зайнятість населення за галузями (за класифікацією NOC): | Зайнятість населення за галузями (за класифікацією NOC): |
| -------------------------------------------------------- | -------------------------------------------------------- | -------------------------------------------------------- | -------------------------------------------------------- | -------------------------------------------------------- |
|                                                          |                                                          |                                                          |                                                          |                                                          |
| Управління                                               | Управління                                               |                                                          | 29%                                                      | 29%                                                      |
| Бізнес, фінанси та адміністрування                       | Бізнес, фінанси та адміністрування                       |                                                          | 13%                                                      | 13%                                                      |
| Природничі та прикладні науки                            | Природничі та прикладні науки                            |                                                          | 0,7%                                                     | 0,7%                                                     |
| Охорона здоров'я                                         | Охорона здоров'я                                         |                                                          | 5,9%                                                     | 5,9%                                                     |
| Освіта, правозахист, муніципальні та урядові служби      | Освіта, правозахист, муніципальні та урядові служби      |                                                          | 3,7%                                                     | 3,7%                                                     |
| Мистецтво, культура, відпочинок та спорт                 | Мистецтво, культура, відпочинок та спорт                 |                                                          | 0,7%                                                     | 0,7%                                                     |
| Роздрібна торгівля та послуги                            | Роздрібна торгівля та послуги                            |                                                          | 10,4%                                                    | 10,4%                                                    |
| Гуртова торгівля, транспорт та обладнання                | Гуртова торгівля, транспорт та обладнання                |                                                          | 18,2%                                                    | 18,2%                                                    |
| Природні ресурси, сільське господарство                  | Природні ресурси, сільське господарство                  |                                                          | 17,1%                                                    | 17,1%                                                    |
| Виробництво                                              | Виробництво                                              |                                                          | 1,9%                                                     | 1,9%                                                     |

## Населені пункти
До складу муніципального району входять містечко Провост, села Цар, Г'юенден, Аміск, а також хутори, інші малі населені пункти та розосереджені поселення.

## Клімат
Середня річна температура становить 2,3°C, середня максимальна – 22,2°C, а середня мінімальна – -22,6°C. Середня річна кількість опадів – 400 мм.
| Клімат поселення                              | Клімат поселення | Клімат поселення | Клімат поселення | Клімат поселення | Клімат поселення | Клімат поселення | Клімат поселення | Клімат поселення | Клімат поселення | Клімат поселення | Клімат поселення | Клімат поселення | Клімат поселення |
| Показник                                      | Січ.             | Лют.             | Бер.             | Квіт.            | Трав.            | Черв.            | Лип.             | Серп.            | Вер.             | Жовт.            | Лист.            | Груд.            |                  |
| Середній максимум, °C                         | −8,84            | −5,6             | 1,54             | 10,76            | 17,73            | 22,20            | 22,16            | 21,51            | 15,85            | 9,56             | −0,56            | −8,28            |                  |
| Середня температура, °C                       | −15,72           | −12,49           | −5,34            | 3,87             | 10,85            | 15,32            | 17,35            | 16,72            | 11,06            | 4,76             | −5,36            | −13,1            |                  |
| Середній мінімум, °C                          | −22,6            | −19,37           | −12,22           | −3               | 3,96             | 8,44             | 12,56            | 11,93            | 6,26             | −0,03            | −10,17           | −17,88           |                  |
| Норма опадів, мм                              | 18               | 13               | 16               | 24               | 39               | 74               | 75               | 51               | 37               | 19               | 17               | 17               |                  |
| Середньомісячна швидкість вітру, м/с          | 4.40             | 4.30             | 4.40             | 4.70             | 4.50             | 4.10             | 3.70             | 3.60             | 4.00             | 4.30             | 4.40             | 4.31             |                  |
| Середньомісячна сонячна радіація, кДж/м²·день | 4030             | 7676             | 12700            | 17591            | 20898            | 22341            | 22852            | 19112            | 13121            | 8036             | 4191             | 2971             |                  |
| --------------------------------------------- | ---------------- | ---------------- | ---------------- | ---------------- | ---------------- | ---------------- | ---------------- | ---------------- | ---------------- | ---------------- | ---------------- | ---------------- | ---------------- |
| Джерело:                                      |                  |                  |                  |                  |                  |                  |                  |                  |                  |                  |                  |                  |                  |